# S.O.S. (Too Bad)
«S.O.S. (Too Bad)» es una canción de la banda de hard rock estadounidense Aerosmith. Fue lanzada en 1974, como el tercer sencillo de su segundo álbum, Get Your Wings

## Historia
Escrita por Steven Tyler, es una canción de hard rock enfocada en el sexo y en la vulgaridad, con coros de "I'm a bad, lonely school boy, and I'm a rat, and it's too bad, can't get me none of that" ("Y soy malo, un chico solitario de escuela, y soy una rata, y es muy malo, no puede hacerme nada de eso"). La canción comienza con un golpe rápido de la batería con el riff del bajo, luego baja, y se acumula otra vez, con la voz de Steven Tyler, ferozmente la letra lo acompaña. La letra de la canción contiene y el estilo musical están en la vena del "blooze", una versión más valiente de hard rock de la música blues, a menudo con letras de canciones centrado en el sexo, las drogas, y la vida urbana.
La canción se mantuvo como una de las favoritas y ha estado mayormente en las listas de canciones para las giras más recientes Rockin' the Joint Tour y Route of All Evil Tour.
S.O.S., las iniciales son por "Same Old Shit"/"Misma Mierda Vieja".